# 膀胱炎
膀胱炎（ぼうこうえん、英：cystitis）は、膀胱に起こる炎症である。
急性膀胱炎と慢性膀胱炎がある。急性膀胱炎は細菌性の感染症である。慢性膀胱炎は、急性膀胱炎の慢性化のほか、間質性膀胱炎もある。なお、糖尿病などの合併症に膀胱炎を起こすこともあるが、それらは主に細菌性である。

## 診断
女性に多く、男性では比較的少ない。基本的に発熱を伴わない。発熱を伴っているときには、実質臓器の炎症、特に腎盂腎炎まで感染が拡がっている可能性がある。排尿痛、頻尿、血尿のいずれかがあれば、ほぼ50%の確率で急性尿路感染症と診断される。
検査としては尿検査が主な検査である。起炎菌の同定のため尿培養検査が実施される。間質性膀胱炎の診断には、膀胱鏡検査が必要となる。

## 治療
多くは細菌感染症である。原因となる細菌がはっきりしていれば、感受性や薬剤の組織移行性を考え処方を行う。
原因菌がはっきりしない段階で処方を行う際には
- ニューキノロン系
- セフェム系
- ペニシリン系

などを用いる。性感染症も合併が疑われるときには
- テトラサイクリン系
- マクロライド系

も使われることが多い。
- 漢方薬　猪苓湯や猪苓湯合四物湯が症状緩和に用いられるが、根本的な治療にはならない。

## 歴史
- 女性の頻尿は、主に大腸菌に起因する膀胱炎が原因であるとみなされており[2]、古代には抗利尿作用（英語版）がある整腸剤として、フェヌグリーク（トリゴネラ種子）、クマリン（シナモン、桜の葉、トンカマメなど）、スパルテイン（ルピナス）が使用された[3]。
- 一般的に、焼いたジャガイモ、生姜、パセリ、大麦は水分を吸収しやすく抗利尿作用があるとされている[2]。